# Karl 1. af Sicilien
Karl 1. af Sicilien (født 1227, død 7. januar 1285) var konge af Sicilien, Neapel, Jerusalem og greve af Provence. Gift i 1246 med Béatrice af Provence (1234-1267) og i 1268 med Marguerite af Bourgogne (1248-1308).
Han deltog i både det syvende korstog og ottende korstog, begge ledet af hans bror Ludvig den Hellige. Det syvende korstog drog afsted fra Aigues-Mortes den 25. august 1248. Efter en længere periode på Cypern, invaderedes Egypten den 5. juni 1249. Det lykkedes dog ikke at indtage Kairo og efter tilfangetagelse vendte han tilbage til sine besiddelser i Sydeuropa. Det ottende korstog var rettet mod Tunis.